# Hetes
Hetes község Somogy vármegyében, a Kaposvári járásban.

## Fekvése
Hetes Kaposvártól északnyugatra, 12 kilométerre fekszik, a Juta-Mezőcsokonya(-Pusztakovácsi) közti 6703-as út mentén, Csombárd-Osztopán felé a 6706-os út indul innen; az előbbiek mellett érinti a közigazgatási területeinek keleti szélét a Kaposvár-Fonyód közti 6701-es út is. Ily módon, az említett utak révén Kaposvár, Marcali és Somogysárd felé is vannak közúti összeköttetései. 1997-ben kezdték el a Hetest Kaposmérővel összekötő 3,6 kilométeres önkormányzati út építését, a beruházás 70 millió forintba került.
A megyeszékhely autóbusszal könnyen elérhető, óránként közlekednek a járatok. Hetes a Kaposvár–Fonyód- és a Dombóvár–Kaposvár–Gyékényes-vasútvonalon, a kaposfüredi illetve a kaposmérői állomásoktól (Kaposfüred vasútállomás, Kaposmérő vasútállomás) egyaránt 7 kilométerre van.

## Története
Hetes elnevezése a hét számnévből, illetve az azt felvevő 'hetes szolgáltató' nevéből ered. Lakói udvari szolgálatot teljesítettek, szabad gazdák voltak. A települést 1237-ben templomos helyként említi először Jakab somogyi főesperes. 1263-ban IV. Béla I. Osl nembeli Herbordnak adományozta. Az Országház előcsarnokában függő térkép már kettős karikával jelezte Hetest, 1490-ben mezőváros volt. A 15. században Mátyás király fiának, Corvin Jánosnak adta, akkor kaphatott a falu vásárjogot is.
A hódoltság alatt és utána is szünetelt a vásártartás, egészen 1847-ig. Az 1563. évi török kincstári adóív 40 hetesi házat említ. A pannonhalmi dézsmaváltság jegyzéke szerint 1660-ban Csobánc várához tartozott. A 18. században a Jankovich család birtokolta, tőlük vásárolta meg gróf Somssich Pongrác 1842-ben. A 20. század elején 1100-an laktak a községben. 1944 végén a Kaposvár-Fonyód vasútállomástól keletre fekvő szomszédos községekben telepítették ki a falu lakóit.
1945-ben mintegy 1200 hold szántót osztottak ki a helybelieknek, és 186-an kaptak 800 négyszögöles házhelyet. Az első termelőszövetkezeti csoport 1952-ben alakult, a Vikár Béla Mgtsz 1959 decemberében jött létre. A község 1969-ben Csombárd, Hetes és Juta közös tanácsának székhelye lett. A rendszerváltás után alakult körjegyzőségből 1990-ben vált ki Juta.

## Földrajza
Kisebb dombok és lankás lejtők határolják a települést. Éghajlata kedvező, talaja termékeny. A 30-40 aranykoronás szántók rendkívül jó minőségűek. A község vízválasztó vonalra esik, északon a Balaton, délen a Kapos irányába folynak a vizek, közülük legnagyobb a Hidasi-árok. Hetes belterülete 163 ha, külterülete: 2500 ha.
A község határában a következő helynevek fordulnak elő:
- Északkeletre fekszik a Gyöpimező szántóföld.
- Földhíd: vizenyős rét, mely szántóföldekkel van körülvéve.
- Mogyorós: szántóföld, hajdan puszta.
- Méhesi rét: itt hajdan az uraságnak fákkal beültetett nagy méhese volt.
- Hidasi-mező: most szántóföld, hajdan erdős puszta.
- Nagy kerülő: emelkedett helyű szántóföld, mely berkes réttel van körülvéve.
- Futtató: szántóföld és legelő. Ezen a helyen hajdan a somogyi lótenyésztő egyesület tartott lófuttatásokat, és innen vette a nevét. A községtől ÉNy-ra fekszik. E mellett Csombárd és Mezőcsokonya községek határánál fekszik egy lapos rét: Torkosrekesztő néven, mely dombos szántóföldekkel van körülvéve.
- Nyugatra van a községtől tisztaerdő, szántóföld, hajdan erdőhely: Dióspuszta.
- Kerék-tó erdő: sok lapályos hely van benne, melyek vízzel vannak tele, és innen kapta a nevét.
- Patpuszta: erdejében a községtől DNy-ra ma is látható egy régi épületrom, melyet a szóhagyomány töröktemplomnak nevez. E rom nagykiterjedésű.
- Haamad: emelkedett szántóföld, délről vizenyős rétekkel szegélyezve.
- Patkoma: hegyes szántóföld az előbb említett mező mellett északról vizenyős réttel.
- Alsósűrű: erdő, mely most már ritka, tüskés legelő.
- Laposharaszt: ezen erdő mentén félkört képező szántóföld van.
- Törökirtás: szántóföld az említett erdő mellett. A szóhagyomány azt mondja, hogy a török hódoltság alatt irtatott ki.
- Pócza: az említett erdő mellett. Most szántóföld, hajdan szép erdő.
- Pálhegy: szőlő, melyet egy Pál nevű család plántált először.
- Nagyrét: a község déli részén nagykiterjedésű és jó szénatermő rét.
- Pókamóna: dombos hely, legelő. Elnevezését onnan vette, hogy egy Póka nevezetű molnár itt egy malmot építtetett.
- Szegerdő: most szántó föld, hajdan szép erdő volt, jó szénatermő, lapályyos rétektől van környezve.
- Gárdony: szántóföld és vizenyős rét a jutai határnál.
- Soponyi-rét: lapályos kis emelkedett résszel.
- Kistó: szántóföld, melynek neve ismeretlen.
- Vermes: erdő, százados tölgyfákkal.

## Közélete

### Polgármesterei
- 1990–1994: Bek József (KDNP-SZDSZ-FKgP)[3]
- 1994–1998: Ádám László (KDNP)[4]
- 1998–2002: Ádám László (KDNP-FKgP)[5]
- 2002–2006: Ádám László (független)[6]
- 2006–2010: Ádám László (Somogyért)[7]
- 2010–2014: Török Tiborné (Fidesz-KDNP)[8]
- 2014–2019: Török Tiborné (Fidesz-KDNP)[9]
- 2019–2024: Pavelka Béla (független)[10]
- 2024– : Pavelka Béla (független)[1]

## Népesség
A település népességének változása:
| Lakosok száma | 1201 | 1176 | 1182 | 1186 | 1081 | 1073 | 1076 |
|               | 2013 | 2014 | 2015 | 2021 | 2022 | 2023 | 2024 |

A 2011-es népszámlálás során a lakosok 80,6%-a magyarnak, 0,7% cigánynak, 0,3% németnek mondta magát (19,1% nem nyilatkozott; a kettős identitások miatt a végösszeg nagyobb lehet 100%-nál). A vallási megoszlás a következő volt: római katolikus 42,9%, református 10,9%, evangélikus 0,2%, felekezet nélküli 10,6% (32,5% nem nyilatkozott).
2022-ben a lakosság 94,5%-a vallotta magát magyarnak, 0,6% németnek, 0,5% cigánynak, 0,1% horvátnak, 2,2% egyéb, nem hazai nemzetiségűnek (5,4% nem nyilatkozott; a kettős identitások miatt a végösszeg nagyobb lehet 100%-nál). Vallásuk szerint 33,2% volt római katolikus, 8% református, 0,7% evangélikus, 0,3% görög katolikus, 0,2% ortodox, 1,3% egyéb keresztény, 0,9% egyéb katolikus, 12,2% felekezeten kívüli (43,1% nem válaszolt).

## Nevezetességei
- Pogányvölgyi-víztározó (halastó): Kaposvárról, a megye és az ország több pontjáról is egyre többen keresik fel Hetes horgászparadicsomát. A Pogányvölgyi-víztározó 25 hektáros tava 1961-ben épült, korábban a termelőszövetkezeté volt, most az 1975-ben alakult Vikár Béla Horgászegyesület tulajdona. Az egyesületnek 1656 felnőtt és 30 ifjúsági tagja van. Ők éjjel-nappal horgászhatnak; 70 mázsa ponty, az egytől a nyolcvan kilogrammosig terjedő harcsaállomány, a hatezer süllő, a 15 mázsa kárász, a harmincezer balin és a kétezer csuka ígér gazdag zsákmányt.
- Somssich-kastély
- Somssich Imre Általános Iskola parkja
- Szőlőhegy: Pál-hegy

## Hírességei
- Pete Lajos (1866. október 3. – Budapest, 1924. augusztus 2.) jogász, főszolgabíró, aki mint zenész, és főleg mint dalszerző lett neves.
- Vikár Béla (1859. április 1. – Dunavecse, 1945. szeptember 22. ) etnográfus, műfordító.